# Sh2-225
Sh2-225 est une nébuleuse en émission visible dans la constellation du Cocher.
Elle est située dans le grand pentagone que constitue la constellation, le long de la ligne joignant les étoiles ε Aurigae et θ Aurigae. La meilleure période pour son observation dans le ciel du soir se situe entre les mois d'octobre et de mars et est grandement facilitée pour les observateurs situés dans les régions de l'hémisphère nord de la Terre.
Il s'agit d'une région HII située sur le bras de Persée à une distance d'environ 3 700 pc (∼12 100 al). On pense que son ionisation est due à LS V +40 46, une étoile bleue de la séquence principale de classe spectrale O9V. Des phénomènes de formation d'étoiles sont probablement actifs en son sein, comme en témoigne la présence d'un probable objet stellaire jeune coïncidant avec la source IRAS 05235+4033, associée à la nébuleuse,.